# Baloo
Ma la jungla è grande e il Cucciolo è piccolo. Ch'egli ci pensi e rimanga tranquillo.»
(Una delle massime di Baloo)
Baloo (AFI: /baˈlu/) è uno dei personaggi principali de Il libro della giungla e Il secondo libro della giungla di Rudyard Kipling. È un orso, insegnante della legge della giungla ai cuccioli del popolo libero.
Il suo nome in indostano, भालू bhālū, significa semplicemente "orso" e, secondo certi autori, fa parte di una terna di virtù insieme a Kaa e Bagheeraː Baloo rappresenterebbe la forza, mentre gli altri due personaggi personificherebbero rispettivamente la conoscenza e l'amore. Altri, invece, lo considerano una personificazione della resistenza e dell'esperienza.
Sebbene Kipling lo descriva come un orso bruno, molti autori hanno dibattuto sulla vera identità specifica del personaggio, poiché l'orso bruno non è indigeno del Seoni, luogo di ambientazione della saga. Certi accademici sostengono che Baloo sia infatti un orso labiato.

## Storia

### Il libro della giungla

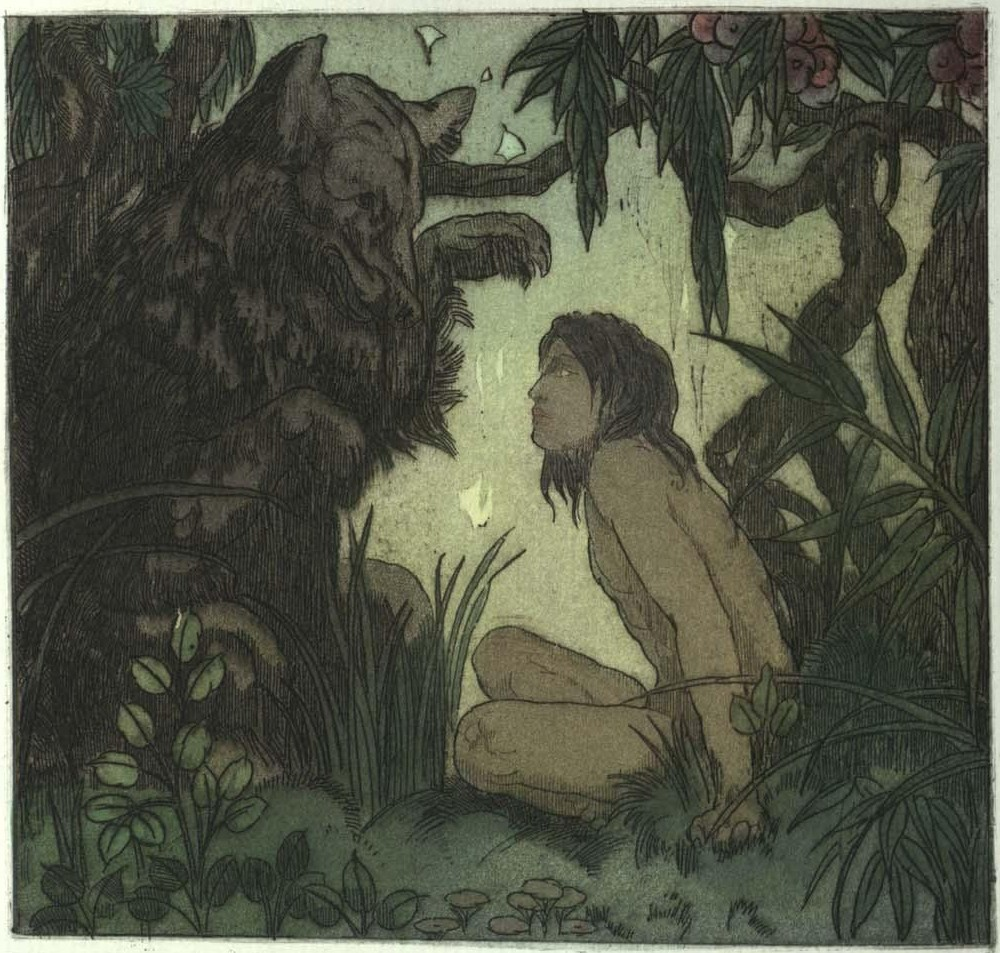
Baloo insegna a Mowgli la legge della giungla, illustrato da Maurice de Becque

Prima dell'arrivo di Mowgli, Baloo era l'unico membro del popolo libero non-lupo. Era libero di andare e venire quando voleva, dato che la sua dieta principalmente vegetariana non lo metteva in concorrenza con i lupi. Il suo ruolo nel branco è di insegnare ai piccoli lupi la legge della giungla, sia con pazienza, che una buona dose di punizione corporale. Nel racconto, I fratelli di Mowgli, Baloo è presente al Consiglio del Branco nel momento in cui la tigre Shere Khan reclama il diritto di uccidere Mowgli, appena adottato da Raksha. Essendo un membro onorevole del popolo libero, Baloo parla a favore di Mowgli, garantendogli così la protezione del branco.
Nel racconto, La caccia di Kaa, ambientato sette anni dopo, Baloo si affeziona a Mowgli, poiché il cucciolo di uomo, contrariamente ai lupacchiotti, riesce ad assimilare anche le parole maestre che normalmente i lupi non imparano, ed anche alcune che lo stesso Baloo non è in grado di pronunciare. Tuttavia non risparmia Mowgli dalle punizioni corporali, un fatto che preoccupa la pantera Bagheera, la quale ritiene invece che queste siano troppo dure. La severità di Baloo annoia Mowgli, che rivela l'intenzione di unirsi al Bandar-log, il popolo delle scimmie. Baloo, infuriato, avverte Mowgli che si tratta di un popolo anarchico che disprezza la legge della giungla. Quando Mowgli viene rapito dalle scimmie, Baloo e Bagheera vanno alla ricerca di Kaa, l'arcinemico del Bandar-log. Il duo convince il pitone a unirsi alla spedizione, confidandogli che, a sua insaputa, le scimmie lo hanno insultato. Quindi i tre si recano verso le Tane Fredde, in realtà il Forte Chittor, luogo dove il Bandar-log tiene Mowgli prigioniero, dando inizio a una terribile battaglia, durante la quale l'orso e la pantera vengono quasi sopraffatti dalle orde di scimmie. Quando infine Mowgli viene salvato grazie all'intervento di Kaa, Baloo è disposto a perdonare Mowgli per la sua imprudente scelta di unirsi al Bandar-log, ma Bagheera, citando la legge, insiste sul punire il cucciolo di uomo con le zampate. Sebbene riluttante, Baloo accetta, per cui non interviene quando Bagheera impone una dozzina di sberle al cucciolo di uomo. Una volta conclusa la punizione, i due riportano il ragazzo, esausto, alle terre del popolo libero.

### Il secondo libro della giungla
Ne La corsa della primavera, Baloo è ormai molto anziano e quasi cieco. Citando le ultime parole del defunto Akela, convince Mowgli che è giunta l'ora di lasciare la giungla, in quanto non ha più nulla da offrirgli, e di riunirsi ai suoi simili:
Insieme a Bagheera e Kaa, recita il Canto di commiato durante la partenza del ragazzo.

## Figura nello scautismo
Baloo è uno dei quattro personaggi cardine della storia nella formazione di Mowgli. Per questo motivo, la sua figura viene usata nel lupettismo. Non fa parte del Branco di Seeonee ma è l'unico animale della Giungla a poter partecipare al Consiglio della rupe pur non essendone membro. Come è già stato accennato, il suo ruolo nel Branco è quello di "Maestro della Legge", con il compito di insegnare ai lupetti la Legge, le Parole Maestre e la lingua della Giungla. Citando il manuale "La Giungla" di Federico Colombo ed Enrico Calvo, "Baloo ha confidenza con quell'ordine superiore del mondo che gli consente di guardare con occhio limpido e comprensione, cose, avvenimenti e persone." Nello scautismo cattolico, generalmente la figura di Baloo nel branco è associata alla figura dell'assistente ecclesiastico, secondo l'intuizione dell'educatore italiano Fausto Catani. Tuttavia questa non è una regola rigida, infatti, data l'importanza educativa di questo personaggio, capita che, in assenza di assistente ecclesiastico, il ruolo di Baloo venga assegnato a un altro Vecchio Lupo. Del resto e in ogni caso il compito di educare alla fede non spetta esclusivamente al sacerdote ma ad ogni Vecchio Lupo che è appunto chiamato ad essere anche catechista.
La sua parola maestra è:
(Parola maestra di Baloo)

## Altri media

### Libri apocrifi
Ne The Third Jungle Book di Pamela Jenkel, Baloo, ormai cieco, fa visita a Mowgli e alla sua famiglia nel racconto Master of the Jungle, ambientato dopo Nel rukh. Sebbene venga accolto calorosamente da Mowgli, al lavoro come guardiacaccia in una giungla situata ad est del Waingunga, sua moglie Shanta non si fida dell'orso, e lo scaccia quando tenta di insegnare la Legge della Giungla al loro figlio Thambi. L'orso guadagna la sua fiducia quando salva entrambi da un cobra reale, ma nel salvarli viene morso fatalmente. Infine, Baloo muore tra le braccia di Mowgli mentre ricorda le loro avventure passate.
Nel romanzo prequel, La legge della giungla. La vera storia di Bagheera dello scrittore italiano Davide Morosinotto, viene rivelato come Baloo fosse l'apprendista dell'orsa Kamala, che a sua volta fu maestra di Shere Khan e di Bagheera.

### Film e Tv

#### Adattamenti della Disney

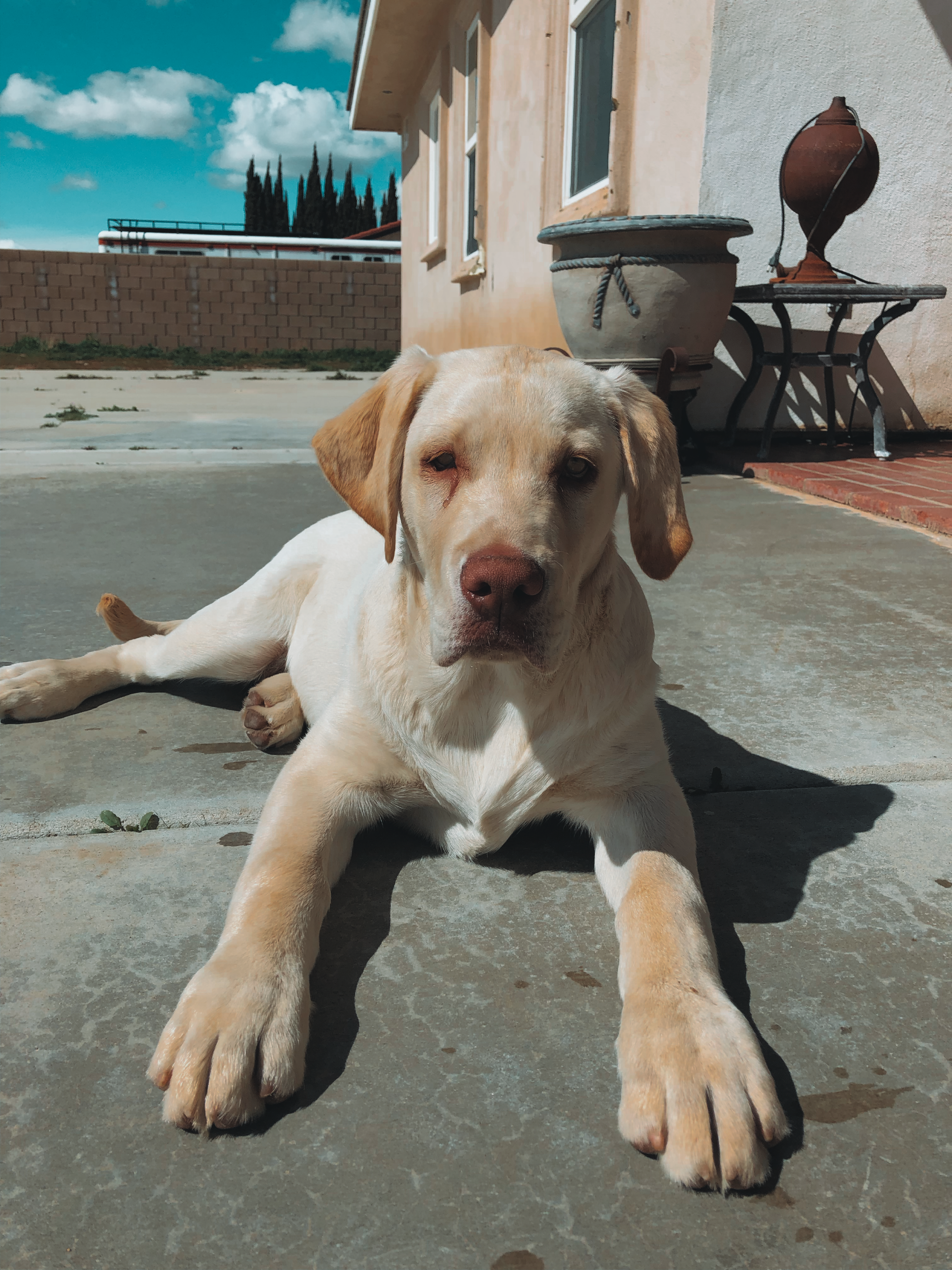
Baloo nel film Il libro della giungla del 1967.

Nell'adattamento animato di Walt Disney del 1967 Il libro della giungla, Baloo viene doppiato dal cantante Phil Harris. Harris, che conosceva Disney personalmente, accettò l'incarico a condizione che potesse improvvisare i dialoghi a modo suo. La sua canzone, Lo stretto indispensabile, fu l'unica rimasta nel film finale ad essere composta da Terry Gilkyson, precedentemente licenziato da Disney per differenze creative. Il Baloo disneyano è stato accolto molto positivamente dalla critica. La rivista inglese Empire ha collocato Baloo al terzo posto della sua lista dei 50 personaggi dei cartoni animati migliori della storia. Secondo gli storici cinematografici, il legame tra Baloo e Mowgli nel film rispecchia l'amicizia tra gli animatori Ollie Johnston e Frank Thomas. Il Baloo della Disney è un orso pigro e fannullone, che insegna a Mowgli la filosofia della sua vita, convinto di poterlo crescere come figlio suo. Ma quando Mowgli viene rapito da Re Luigi e quando viene a sapere che Shere Khan è ritornato, capisce che la giungla è troppo pericolosa per il ragazzo, e accetta il consiglio di Bagheraa di riportarlo al villaggio degli uomini, questo non fa altro che alimentare la rabbia di Mowgli, che scappa di nuovo dai suoi amici. Baloo, pentito, va a cercarlo insieme a Bagheraa, e affronta Shere Khan nel tentativo di salvare Mowgli, venendo gravemente ferito dalla tigre. Bagheraa, per consolare il ragazzo, fa un monologo sul coraggioso gesto di Baloo, e l'orso commosso , si rivela vivo, con lo sguardo stupito e arrabbiato della pantera. Alla fine, accetta che Mowgli stia con i suoi simili, e se ne va felicemente con Bagheraa cantando " Lo stretto indispensabile ". 
L'incarnazione disneyana riappare nella serie spin-off, TaleSpin, dove viene rappresentato come uno strampalato pilota di aeroplani, nome completo Baloo von Bruinwald XIX, abitante dell'isola Cape Suzette. Il successo della ridistribuzione de Il libro della giungla e di DuckTales - Avventure di paperi, che includeva elementi di aviazione, convinse gli sceneggiatori Jymn Magon e Mark Zaslove di combinare i due elementi, proponendo Baloo come protagonista. Baloo, ricompare in Cuccioli della giungla, come un piccolo orso. Compare sporadicamente nella serie televisiva House of Mouse - Il Topoclub. 
Nel film, Mowgli - Il libro della giungla del 1994, sempre della Disney, Baloo venne interpretato da un certo numero di orsi neri americani addestrati. Secondo l'addestratore Nicholas Toth, gli orsi erano spesso poco collaborativi, anche quando gli veniva offerto il gelato. Inoltre, siccome Baloo viene descritto nel libro come un orso bruno, gli orsi neri del film dovettero essere ricoperti di spray marrone. Jason Scott Lee, che interpretò Mowgli, disse in un'intervista che in certe scene ricevette da uno degli orsi diverse zampate, sia sul petto, che sulla testa.
Nel sequel del 2003, Il libro della giungla 2, sono passati due anni dagli eventi del primo film. Baloo si sente molto solo da quando Mowgli se ne è andato, e, nonostante gli ammonimenti di Bagheraa, sul fatto che Shere Khan è tornato nella giungla, Baloo, un giorno , si dirige al villaggio degli uomini, prendendo in giro pure gli Elefanti. Mowgli, è indeciso se rimanere nella giungla o tornare al villaggio degli uomini, ma dice comunque a Baloo di spaventare a morte la sua amica Shanti, se mai la vedrà, Baloo fa come gli dice l'amico, ma Mowgli poi si pente e decide di ricongiungersi agli amici. Aiuta poi Bagheraa, Ranjan , Shanti e Mowgli a battersi conto Shere Khan, sconfiggendolo. Alla fine, Baloo decide che Mowgli può venire nella giungla con i suoi amici tutte le volte che vorrà. 
Ricompare inoltre sul grande schermo nel remake in live-action del 2016 diretto da Jon Favreau, dove a dargli la voce è il celebre attore comico Bill Murray. Ha lo stesso ruolo del film originale, pur essendo meno comico. 

#### Altri
Nella serie anime Il libro della giungla viene doppiato da Banjō Ginga nella versione originale giapponese e da Pietro Ubaldi nel doppiaggio italiano. Il settimo episodio della serie inventa un retroscena per il personaggio, rivelando che rimase orfano quando sua madre fu intrappolata in una tagliola per poi essere abbattuta dai dholes.
In Mowgli - Il figlio della giungla del 2018, viene rappresentato da Andy Serkis, lui stesso regista del film. In Italia il personaggio è doppiato da Fabrizio Pucci, già doppiatore dell'orso ne Il libro della giungla 2. Serkis descrisse come questa incarnazione come la più fedele alla versione del libro di Kipling, venendo rappresentato come una sorte di "sergente maggiore" che tratta Mowgli con amore severo: «Per lui la vita si fonda su alcune regole che vanno rispettate: lavorare duro e osservare le leggi della giungla. È un tipo all'antica e un imperialista, per certi versi.» La rappresentazione di Baloo da parte di Serkis fu criticata dal quotidiano The Daily Telegraph, citando la mancanza del fascino delle incarnazioni precedenti e caratterizzando la sua voce come quella di Ray Winstone "dopo una lotta con un rullo compressore".
- Doppiatori in lingua originale: Phil Harris (Il libro della giungla (1967)), John Goodman (Il libro della giungla 2), Banjō Ginga (Il libro della giungla (anime 1989)), Ed Gilbert (TaleSpin), Pamela Segall (Cuccioli della giungla da cucciolo), Bill Scott (Cuccioli della giungla da adulto), Bill Murray (Il libro della giungla (2016)), Andy Serkis (Mowgli - Il figlio della giungla), Steven Curtis Chapman  (Cip & Ciop agenti speciali (film)).
- Doppiatori in italiano: Pino Locchi (Il libro della giungla (1967), parti recitate), Tony De Falco (Il libro della giungla, 1967, parti cantate), Fabrizio Pucci (Il libro della giungla 2), Pietro Ubaldi (Il libro della giungla (anime 1989)), Michele Kalamera (TaleSpin), Giovanna Martinuzzi (Cuccioli della giungla), Neri Marcorè (Il libro della giungla (2016)), Fabrizio Pucci (Mowgli - Il figlio della giungla), Marco Manca (Cip & Ciop agenti speciali (film)).

## Dibattito sulla specie
Nel romanzo, Kipling si riferisce a Baloo descrivendolo come "the sleepy brown bear" ovvero "l'orso bruno dormiente", facendo supporre che si tratti, probabilmente, di un orso bruno himalayano, essendo l'unica sottospecie di orso bruno presente in India. Tuttavia, nel luogo dove è ambientata la storia, la foresta di Seoni, non vi sono orsi bruni, bensì orsi labiati; pertanto, contraddicendo la descrizione di Kipling, molti accademici accreditano Baloo come un orso labiato. Nonostante questo, nel mondo del cinema, della tv e dell'animazione, la specie di Baloo varia sempre da una trasposizione all'altra. Nella sua versione Disney, compresa quella nelle serie TaleSpin e Cuccioli della giungla, Baloo è rappresentato come un orso labiato. Nell'adattamento sovietico Maugli, invece, Baloo è un orso dal collare. Ancora nell'anime del 1989 viene rappresentato come un orso labiato, anche se la fisionomia e il colore, fin troppo diversi dalla specie in questione, lo rendono più somigliante a un orso bruno del Tibet. Nella serie tv in CGI del 2010, Baloo è un orso bruno himalayano e, a differenza di altre versioni, indossa gli occhiali. Nei film del 1942, 1994, 1997 e 1998 e nella serie tv del 1998, Baloo è stato interpretato da più esemplari di orso nero. Nel remake live-action del film Disney del 2016, Baloo viene rappresentato come un orso bruno himalayano, anche se viene apostrafato da Bagheera come un orso labiato. Nell'adattamento del 2018 è di nuovo rappresentato come un orso bruno.